# Brinkum
Brinkum là một đô thị thuộc huyện Leer, bang Niedersachsen, Đức. Đô thị này có diện tích 5,51 km².